# Ostrówek (Łódź)
Ostrówek è un comune rurale polacco del distretto di Wieluń, nel voivodato di Łódź.
Ricopre una superficie di 101,6 km² e nel 2004 contava 4 640 abitanti.